# Carl Erhardt
Carl Erhardt   (Beckenham, 15 de febrer de 1897 - Bromley, 3 de maig de 1988) va ser un jugador d'hoquei sobre gel anglès que va competir durant les dècades de 1920 i 1930.
El 1936 va prendre part en els Jocs Olímpics de Garmisch-Partenkirchen, on guanyà la medalla d'or en la competició d'hoquei sobre gel. Amb 39 anys és el jugador d'hoquei sobre gel més gran en guanyar una medalla d'or. En el seu palmarès també destaquen dues medalles de plata al Campionat del Món d'hoquei sobre gel, el 1935 i 1937.
Una vegada retirat va exercir d'entrenador de la selecció nacional britànica d'hoquei sobre gel.
El 1950 va entrar a formar part del British Ice Hockey Hall of Fame i el 1998 de l'International Ice Hockey Federation Hall.